# Comité pour la liberté d'expression et d'association
Le Comité pour la liberté d'expression et d'association (Clea) est une association belge ayant pour but la défense du droit à la liberté d’expression et à la liberté d’association dans le cadre du droit légitime à la contestation.

## Histoire
Le Clea fut créé en 2006 dans la foulée du procès contre des membres présumés du DHKP-C en Belgique, procès à l'issue duquel plusieurs personnes, dont un Belge, Bahar Kimyongür, furent condamnées à des peines de prison pour terrorisme.
De par son soutien à Bahar Kimyongür, condamné pour délit d'appartenance, et plus largement son travail d'information et de mobilisation de la société belge, le Clea est rapidement devenu le fer de lance de la lutte contre les lois antiterroristes votées en Belgique au lendemain des attentats du 11 septembre 2001.
Le Clea compte aujourd'hui des sections dans différentes villes de Belgique et est soutenu par un nombre important d'intellectuels.